# Рождественское перемирие

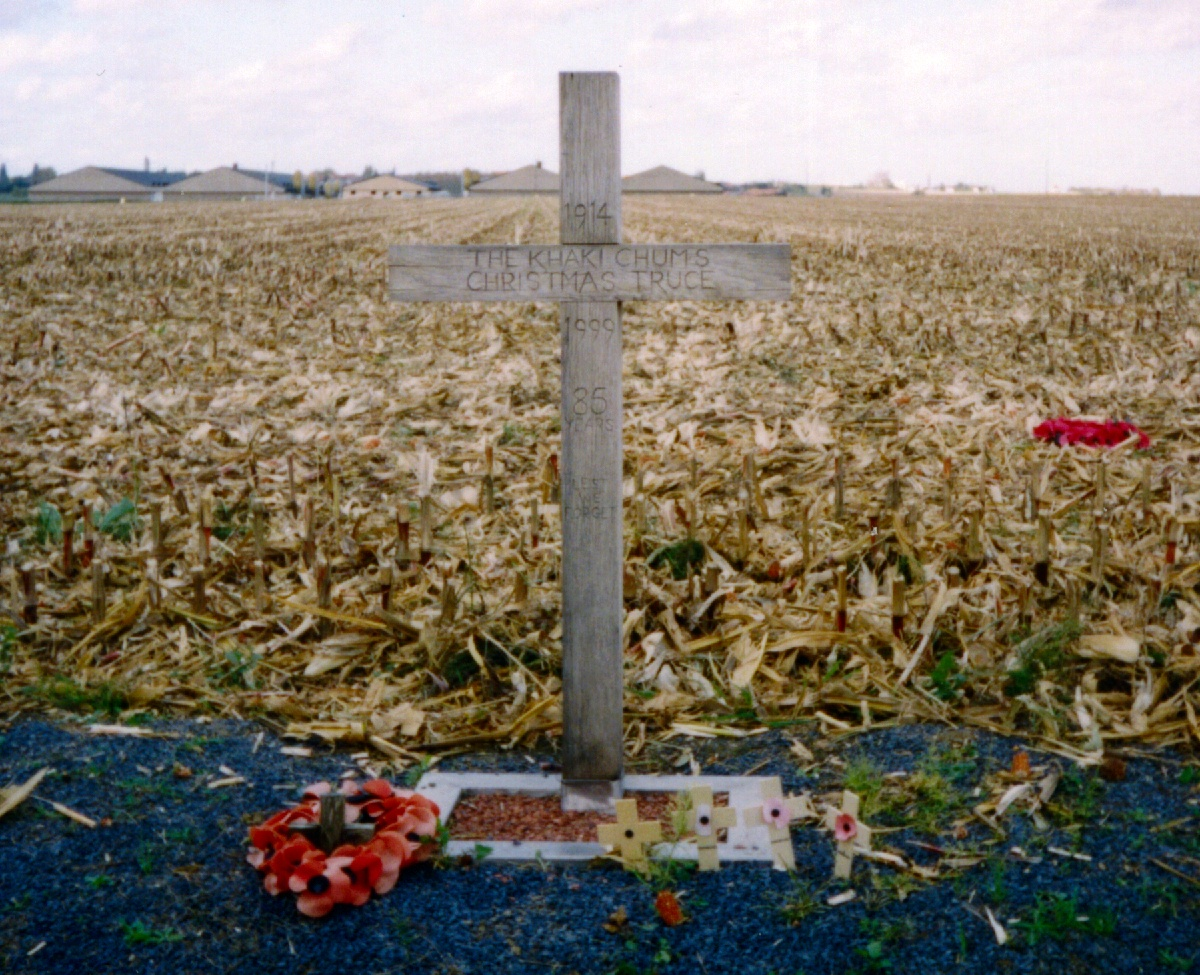
Крест, установленный возле Ипра в Бельгии в 1999 году в память о рождественском перемирии 1914 года

Британские и немецкие солдаты на нейтральной полосе во время рождественского перемирия

Рожде́ственское переми́рие (нем. Weihnachtsfrieden; англ. Christmas truce; фр. Trêve de Noël) — широко распространённые случаи прекращения боевых действий, имевшие место на Западном фронте Первой мировой войны в сочельник и на Рождество в 1914 году. За неделю до Нового года (25 декабря 1914 г.) некоторые английские и германские солдаты начали обмениваться рождественскими поздравлениями и песнями через окопы; в отдельных случаях напряжённость была снижена до такой степени, что солдаты переходили линию фронта, чтобы поговорить со своими противниками и обменяться с ними подарками. На Сочельник и Рождество солдаты обеих сторон, а также, в меньшей степени, французы, самостоятельно выходили на нейтральную полосу, где смешивались, обмениваясь продуктами питания и сувенирами. Проводились также совместные церемонии погребения павших, некоторые встречи заканчивались совместными рождественскими песнопениями. Иногда солдаты противоборствующих сторон бывали настолько дружелюбны друг с другом, что даже играли в футбол на нейтральной полосе.
Рождественское перемирие рассматривается сейчас как символический момент мира и человечности на фоне драматических событий истории. Тем не менее, оно не было повсеместным, поэтому на некоторых участках фронта боевые действия продолжались и в течение Рождества, а на некоторых перемирие было очень коротким и не выходило за рамки времени, необходимого для захоронения павших. В следующем году (1915) некоторые группы солдат снова достигли соглашения о прекращении огня со своими противниками под Рождество, но такой же распространённости, как в 1914 году, данное явление уже не получило, отчасти — из-за жёстких приказов командующих участками фронтов с обеих сторон, категорически запрещавших подобное братание.
Перемирия были характерны не только для периода Рождества и отражали рост настроений «живи и давай жить другим», когда пехотные части в непосредственной близости друг от друга прекращали откровенно агрессивное поведение и часто начинали небольшое «братание», вступая в разговор или обмениваясь сигаретами. В некоторых секторах были случайные соглашения о прекращении огня, чтобы выйти за линию фронта и забрать раненых и павших солдат, тогда как в других было молчаливое согласие не стрелять, в то время как люди отдыхали, упражнялись или работали на виду у противника. Тем не менее, Рождественское перемирие было особенно значительным в связи с числом людей, в нём участвовавших, и уровнем их участия — даже в спокойных секторах дюжины солдат открыто собирались в дневное время.

## Предыстория
Первые месяцы войны характеризовались успешным наступлением германской армии через Бельгию на территорию Франции, которое было отбито в непосредственной близости от Парижа французскими и британскими войсками во время битвы на Марне в начале сентября 1914 года. Немцы отступили к долине реки Энны, где создали оборонительные позиции. В последующей битве на Эне союзные войска были не в состоянии прорвать германские оборонительные линии, и боевые действия быстро переросли в стратегический тупик: ни одна из сторон не была готова уступить, и обе армии начали устраивать укреплённые системы траншей. К северу, справа от линии германской армии, не было определённой линии фронта, и обе стороны быстро начали пытаться использовать эту «дыру», чтобы обойти друг друга, а в последующем Беге к морю обе стороны неоднократно сталкивались, и каждая пыталась продвинуться вперёд, угрожая концу линии противника. После нескольких месяцев борьбы, в ходе которой британские войска были отведены от Энны и отправлены на север, во Фландрию, северный фланг превратился в аналогичный тупик. К ноябрю возникла непрерывная линия фронта, проходящая от Северного моря к швейцарской границе, занятая с обеих сторон армиями в подготовленных оборонительных позициях.

### Подготовка к Рождеству
В преддверии Рождества 1914 года было несколько мирных инициатив. Открытое рождественское письмо было публичным обращением во имя мира, адресованным «женщинам Германии и Австрии», подписанным группой из 101 британской женщины-суфражистки в конце 1914 года перед наступлением первого Рождества в течение Первой мировой войны. Папа Римский Бенедикт XV 7 декабря 1914 года призвал правительства воюющих стран к официальному перемирию. Он сказал, что «орудия могут замолчать хотя бы в ночь, когда поют ангелы». Эта попытка, тем не менее, получила официальный отказ.

## Рождество 1914 года

### Западный фронт
Хотя не было никакого официального сообщения о перемирии, около 100 тысяч британских и немецких солдат принимали участие в неофициальном прекращении боевых действий по всей длине Западного фронта. Первое перемирие началось в канун Рождества, 24 декабря 1914 года, когда немецкие войска начали украшать площадь вокруг траншеи в районе Ипра, Бельгия. Солдаты обеих сторон получили из дома множество посылок, в которых, кроме тёплой одежды, лекарств и писем, были рождественские подарки и даже гирлянды из еловых ветвей.
Немцы начали с того, что поставили свечи на своих окопах и на украшенных новогодних ёлках (сохранились фотографии этого процесса) и продолжили празднование пением рождественских гимнов. Британцы ответили на это пением своих собственных колядок. Стороны продолжали кричать рождественские поздравления друг другу. Немецкие солдаты кричали на ломаном английском: «A happy Christmas to you, Englishmen!» («Счастливого Рождества вам, англичане!»). А в ответ раздавалось: «Same to you, Fritz, but dinna o’er eat yourself wi' they sausages!» («И вам того же, Фрицы, только не объешьтесь колбасой!»). Вскоре после этого были походы на нейтральную полосу и встречи, где солдаты обменивались небольшими подарками, такими как продукты питания, табак, алкоголь, и сувенирами, такими как пуговицы и шляпы. Артиллерия в регионе замолчала в тот вечер. Перемирие также позволило забрать тела недавно павших солдат, чтобы похоронить их за своими линиями, так как трупы оставались на поле боя в течение нескольких месяцев. Были проведены совместные службы по отпеванию павших. Братание, однако, не было полностью безопасным, и некоторые солдаты были расстреляны противником. Во многих секторах перемирие длилось только рождественскую ночь, тогда как в других продолжалось до Нового года.
Брюс Барнсфатер, служивший в британской армии в то время, писал: «Я бы не пропустил это уникальное и странное Рождество ради чего бы то ни было… Я заметил германского офицера — лейтенанта, я думаю, и, будучи немного коллекционером, я намекнул ему, что облюбовал некоторые из его пуговиц… Я достал свои кусачки для проводов и несколькими ловкими движениями снял пару его пуговиц и положил в карман. Затем я дал ему две своих в обмен… Наконец, я увидел, что один из моих пулемётчиков, который был немного парикмахером-любителем в гражданской жизни, стрижёт неестественно длинные волосы послушного „Боша“, который терпеливо стоит на коленях на земле, пока автоматические ножницы стригут его затылок».
Генерал сэр Горацио Смит-Доррен, командир британского II корпуса, был рассержен, когда узнал, что происходит, и издал строгий приказ, запрещающий дружеское общение с противостоящими немецкими войсками.
Одним из тех, кто был против перемирия, являлся молодой ефрейтор 16-го баварского резервного пехотного полка Адольф Гитлер.

### Восточный фронт
Отдельное проявление рождественского перемирия в декабре 1914 года произошло на восточном фронте, где первый шаг произошёл от австро-венгерских командиров на некотором неопределённом уровне военной иерархии. Русские отреагировали положительно, и солдаты в конце концов встретились на ничейной земле.

## После перемирия
В последующие месяцы было несколько случайных попыток перемирия; немцы пытались покинуть свои окопы под белым флагом в пасхальное воскресенье 1915 года, но были остановлены британскими предупредительными выстрелами, и в конце этого года, в ноябре, саксонские солдаты кратковременно братались с ливерпульским батальоном. В преддверии декабря появились чёткие приказы командиров союзников, направленные на то, чтобы предотвратить любое повторение прошлогоднего Рождественского перемирия. Отдельным подразделениям было предписано организовать рейды и атаковать вражескую линию фронта в этот день, в то время как артиллерийский заградительный огонь вдоль линии фронта в течение всего дня тоже должен был помешать возможному общению с врагом. Запрет не был полностью эффективен, и некоторое количество кратких перемирий всё же произошло.
Свидетельство очевидца одного из заключённых перемирий, валлийца Ллевелина Вин Гриффита, говорит, что после ночного обмена рождественскими песнями в рассвет Рождества он видел «толпы мужчин с обеих сторон… [и] лихорадочный обмен сувенирами», прежде чем солдаты быстро связались со своими начальствами с предложением прекратить боевые действия в этот день и сыграть в футбол. Это, тем не менее, ни к чему не привело, командир бригады угрожал последствиями за нарушение дисциплины, и настаивал на возобновлении стрельбы в дневное время. Ещё один член батальона Гриффита, Берти Фелстед, позднее вспоминал, что один человек собрал людей для игры в футбол, которая была «открыта для всех, там могло быть 50 человек с каждой стороны», прежде чем солдаты получили приказ отступить назад.
В соседнем секторе короткое перемирие с целью похоронить погибших между линиями привело к официальным последствиям: командир роты шотландских гвардейцев сэр Йен Калхун был предан военно-полевому суду за нарушение регламента. В то время как он был признан виновным и был приговорён к смертной казни «за пособничество врагу», впоследствии это наказание было отменено генералом Хейгом по личному приказу короля Георга V, и Калхун остался на своём посту; возможно, подобная официальная снисходительность имела место потому, что он был связан с премьер-министром Гербертом Асквитом.
В последующие годы войны, в декабре 1916 и 1917 годов, попытки немцев к перемирию с англичанами не принесли какого-либо успеха. Однако в некоторых французских секторах пение и обмен подарками время от времени случались, хотя, возможно, это просто отражало сезонное следование принципу «живи и давай жить другим», распространённому в окопах.
Свидетельство о Рождественском перемирии 1916 года, ранее неизвестное историкам, было обнаружено недавно. В письме домой 23-летний Рональд Маккинан рассказал о знаменательном событии, которое произошло 25 декабря 1916 года, когда немецкие и канадские солдаты потянулись друг к другу через линию фронта около Вими-Ридж, чтобы поделиться рождественскими поздравлениями и обменяться подарками. «Мы снова здесь, как поётся в песне», — писал молодой солдат. — «У меня было вполне хорошее Рождество, я полагаю, потому как я был на линии фронта. Канун Рождества был довольно жёстким, часовые ходили по бёдра в грязи, конечно… У нас было перемирие в день Рождества, и наши немецкие друзья были довольно дружелюбны. Они подошли к нам, и мы обменивали мясные консервы на сигареты.»
Письмо заканчивается словами Маккинана, в которых он отмечает, что «Рождество было „tray bon“, что означает „очень хорошо“». Маккинан был убит вскоре после этого в битве при Вими-Ридж.
В последующие годы войны в канун Рождества всегда приказывалось усиливать артиллерийские обстрелы, чтобы попытаться не допустить какого-либо затишья в боевых действиях. Войска также направлялись на различные участки фронта, чтобы предотвратить их слишком близкое знакомство со своими врагами. Тем не менее, ситуации преднамеренного «смягчения» военных действий происходили. Например, артиллерия обстреливала конкретные точки в конкретное время, чтобы избежать потерь с обеих сторон.

## Франко-германское перемирие
Рихард Ширман, который находился в немецком полку, удерживающем позицию в Бернарштейне, одной из гор Вогез, написал отчёт о событиях в декабре 1915 года: «Когда рождественские колокола зазвучали в сёлах Вогез в тылу… что-то фантастически антивоенное произошло с немецкими и французскими войсками, которые стихийно прекратили боевые действия и устроили импровизированные „хостелы“; они ходили друг к другу через заброшенные тоннели траншей, а также обменивали вино, коньяк и сигареты на вестфальский чёрный хлеб, печенье и ветчину. Это радовало их так сильно, что они остались хорошими друзьями даже после того, как Рождество закончилось». Он был отделён от французских войск узкой полоской «ничейной» земли и описал пейзаж как «разруху с разбросанными деревьями, землёй, вспаханной артиллерийским огнём, пустошами, корнями деревьев и рваными мундирами». Военная дисциплина была вскоре восстановлена, но Ширман размышлял по поводу этого инцидента и считал, что «думающие молодые люди всех стран должны иметь подходящие места для встреч, где они могли бы познакомиться друг с другом». Он пошёл дальше, создав Германскую ассоциацию хостелов в 1919 году.

## Реакция общественности
Сообщения о перемирии не доходили до общественности в течение недели ввиду неофициального запрета в прессе на отражение этих событий, который был в конце концов нарушен New York Times 31 декабря. Английские газеты быстро последовали её примеру, печатая многочисленные сообщения солдат с передовой, письма, отправленные им домой к родственникам, и редакционные статьи об «одном из величайших сюрпризов удивительной войны». К 8 января фотографии события широко распространились в прессе, и две крупные британские газеты — Daily Mirror и Daily Sketch — напечатали на первой полосе своих изданий фотографии британских и германских войск, смешавшихся между собой и поющих рождественские песни. Реакция прессы были в основном положительной: Times одобрила «незлобие», ощущаемое с обеих сторон, а Mirror выразила сожаление, что «абсурд и трагедия» начнутся вновь.
Распространение информации в Германии было более «приглушённым», некоторые газеты подвергли сильной критике тех, кто принимал участие в перемирии, и не опубликовали фотографий. Во Франции в это время был гораздо более высокий уровень цензуры прессы, что означало, что единственными способами распространения информации о перемирии были сообщения от солдат, вернувшихся с фронта, или рассказы раненых в больницах. Тем не менее, пресса всё же была вынуждена отреагировать на распространившиеся слухи, перепечатав заявление правительства о том, что братание с врагом равно измене, и в начале января было опубликовано официальное заявление о перемирии, в котором говорилось, что это случилось лишь на нескольких участках британского фронта и являлось, по сути, только обменом песнями, который затем быстро перерос в стрельбу.
В рассказе «Петерман творит мир, или притча о немецкой жертве» 1933 года, написанном Хансом Стегувейтом, национал-социалистским писателем и ветераном Первой мировой, немецкий солдат, сопровождаемый рождественским пением своих товарищей, устанавливает светящиеся рождественские ёлки между окопами, однако его убивает выстрел врага. Позже, когда сослуживцы находят его, то с ужасом замечают, что вражеские снайперы сбили каждую свечу на каждом дереве.

## Память

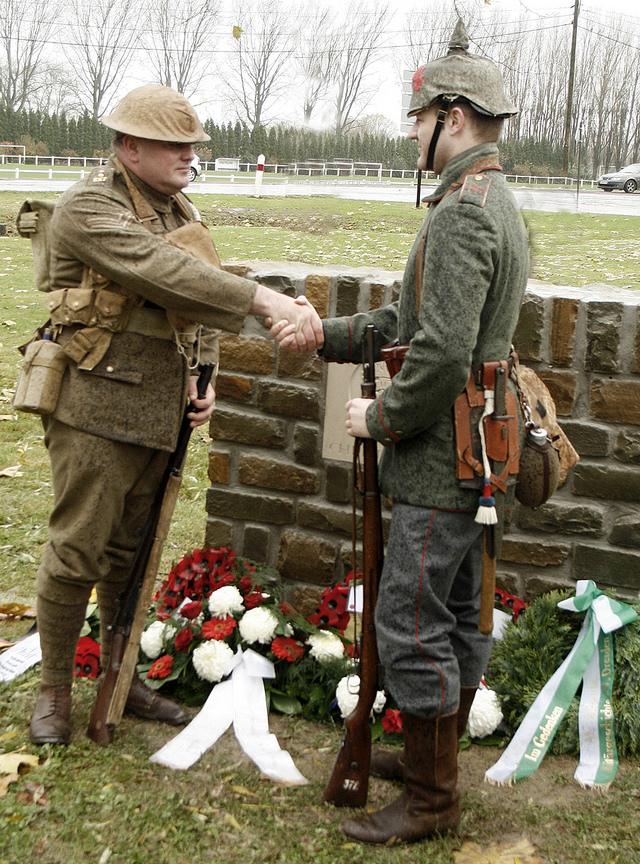
Потомки ветеранов Первой мировой войны, одетые в униформу британской и германской армий того времени, жмут друг другу руки на церемонии открытия памятника перемирию (2008 год)

Рождественское перемирие упоминается во многих работах, а также в популярной культуре.
Атмосферу, царившую на поле перемирия, очень точно передаёт знаменитая баллада «Christmas in The Trenches» («Рождество в окопах», слова и музыка Джона Маккатчена). Эта песня основана на реальных событиях, происходивших на Западном фронте Первой мировой войны.
На ту же тему песня «Pipes of Peace» Пола Маккартни и основанный на ней видеоклип, по сюжету которого музыкант сыграл две роли: британского и немецкого солдата. Накануне декабрьского перемирия 1914 года они обмениваются рукопожатиями и участвуют в проведении общего футбольного матча.
Эти события послужили сюжетом для художественного фильма 2005 года «Счастливого рождества». По словам российского критика Андрея Плахова, эта пацифистская картина представляет собой самый настоящий образец «панъевропейского кино»: «В фильме „Счастливого Рождества“, несмотря на замёрзшие трупы и бытовые ужасы, не ощущается ничего похожего на варварство и безумие войны. Публика аплодирует, когда шотландцы начинают подпевать немецкой песне, солдаты вражеских армий братаются, а немецкий офицер делится воспоминаниями о том, как провёл медовый месяц в Париже».
В 1999 году в Бельгии неподалёку от города Ипра был установлен памятник, посвящённый Рождественскому перемирию, на котором его участники упоминаются как «боевые товарищи». Ещё один подобный памятник был открыт 11 ноября 2008 года в городе Фрелингене, Франция. Он посвящён чествованию футбольного матча, по некоторым источникам, состоявшегося в этой местности в декабре 1914 года. В декабре 2014 года президент УЕФА Мишель Платини в бельгийском городе Комин-Варнетоне открыл монумент в честь сотой годовщины первого Рождественского перемирия и проведённого здесь футбольного матча между противоборствующими сторонами конфликта.
В специальном рождественском выпуске 2017 года сериала «Доктор Кто» Рождественское перемирие является ключевым сюжетным событием.
29 октября 2021 года шведская пауэр-метал группа «Sabaton» выпустила сингл «Christmas Truce», посвящённый происходившим на фронте событиям.
7 ноября 2024 года клавишник немецкой рок-группы Rammstein Кристиан Лоренц выпустил первый сольный сингл и клип Happy Xmas (War is Over), являющийся кавером на песню Джона Леннона. Сам Лоренц в интервью говорил о том, что задумка клипа навеяна именно Рождественским перемирием.